# ATP1A2
ATP1A2‏ (ATPase Na+/K+ transporting subunit alpha 2) هوَ بروتين يُشَفر بواسطة جين ATP1A2 في الإنسان.